# Diderich Funck
Diderich Hansteen Funck (født 30. november 1791 i København, død 16. januar 1856 sammesteds) var en dansk skibsbygmester i Flåden.

## Karriere
Han var søn af snedker, senere modelsnedker ved Holmen Jochum Friderich Funck (1755-1829) og Inger Cathrine Bærndtsdatter (1759-1822). Han gik i sin ungdom i Holmens Korskole og ansattes 1807 ved Modelkammeret på Holmen. 1808 blev han skibsbygger. 1814, da Modelkammeret omdøbtes til Konstruktionskammeret, blev han ansat ved dette som assistent. 1819 avancerede han til kvartermand, 1825 til mestersvend, 1830 til underskibsbygmester og 1836 til skibsbygmester. Som konstruktør og undermester forestod han bygningen af den fra sin jordomsejling bekendte korvet Galathea foruden to orlogsbrigger og to skonnerter. 1836 foretog han med Marineministeriets understøttelse en studierejse til England. Under sin funktionstid som mester byggede han linjeskibene Christian VIII og Danebrog, fregatterne Gefion og Thetis, korvetten Thor samt hjuldampskibene Gejser, Skirner og Holger Danske. Som skibsbygmester afgik han 1853, men ansattes umiddelbart derefter som tømmerinspektør, i hvilken stilling han forblev til sin død, 16. januar 1856. Funck blev Dannebrogsmand 1835 og Ridder af Dannebrog 1849.

## Forfatter
Som maritim forfatter nød Funch fortjent anseelse; fra hans hånd foreligger forskellige værker med tegninger udførte af ham selv, hvilke bøger i lige høj grad vidner om hans grundige kundskaber og store pålidelighed. 1833-37 udgav han således en Praktisk Skibbyggeri i tre dele, 1842-43 en Afhandling om Koffardiskibes Konstruktion i to dele og 1846-52 en Dansk Marineordbog.
Funck blev gift 22. december 1815 i Holmens Kirke med Johanne Marie Pedersen, adopteret Buhman (23. august 1794 i København – 8. marts 1840 sammesteds), datter af skibstømrer Jacob Pedersen (død 1795) og Johanne Marie Svendsen (1761-1837, gift 2. gang med billedhugger ved Holmen Ditlev A. Buhman (død senest 1837)).
Han er begravet på Holmens Kirkegård.
Lars Andreas Kornerup har 1857 udført et litografi af Funck efter daguerreotypi (Det Kongelige Bibliotek).